# Cançó del Rossinyol
|  | Aquest article tracta sobre el poema de Verdaguer. Si cerqueu la cançó popular, vegeu «el rossinyol». |

La Cançó del rossinyol és un poema de Mossèn Jacint Verdaguer, que comença amb els versos "Allí a l'Establia, devora el Portal, rossinyol hi canta la nit de Nadal…".
Verdaguer escriu la cançó el Nadal del 1871 partint de la cançó popular i agafant-ne la música. El primer títol de la cançó va ser Tampatantam. En acabar-la el poeta va escriure el seu amic Jaume Collell, demanant-li que després de la corresponent correcció s'imprimís. "Si comencem d'esperar, de dia en dia me vindran temptacions de guardar-la per l'any vinent", indica al seu amic segons recull al número 40 de l'Epistolari I.
L'impressor Ramon Anglada de Vic en va editar 4000 o 5000 fulls juntament amb altres cançons de Nadal i amb el títol Noves cançons de Nadal. Es venien a esglésies i ermites del Bisbat de Vic a "un quarto" cada exemplar. També va ser inclosa al volum Betlem de Jesús Infant publicat el 1891 per Verdaguer.
En motiu del seu tema nadalenc ha estat musicat com a nadala per diversos compositors com ara Francesc Vila i Joan F. Lambert.
Cal no confondre aquest poema o la nadala amb la cançó tradicional catalana El rossinyol, que és una cançó de missatge que es va popularitzar entre les corals catalanes, especialment en l'harmonització d'Antoni Pérez i Moya i que ha estat interpretada i enregistrada per Joan Manuel Serrat i Joan Baez, entre d'altres.